# Bataille de Hunayn
Pour les articles homonymes, voir Hunayn.
 (décembre 2011).
Si vous disposez d'ouvrages ou d'articles de référence ou si vous connaissez des sites web de qualité traitant du thème abordé ici, merci de compléter l'article en donnant les références utiles à sa vérifiabilité et en les liant à la section « Notes et références ».
La bataille de Hunayn opposa Mahomet et ses compagnons aux bédouins de la tribu de Hawazin et de Thaqif en l'an 630 (an 8 de l'Hégire), dans une vallée sur l'une des routes allant de la Mecque à Ta'if. La bataille s'acheva par une victoire décisive pour les musulmans, qui firent de très nombreux captifs. La bataille de Hunayn est l'une des deux seules batailles mentionnées nommément dans Le Coran.

## Prélude
Les Hawazin et leurs alliés les Thaqif commencèrent à mobiliser leurs forces quand ils apprirent par leurs espions que Mahomet et son armée avaient quitté Médine pour lancer un assaut sur la Mecque. Les confédérés pensaient attaquer l'armée musulmane quand celle-ci serait en train d'assiéger la Mecque. Cependant, Mahomet découvrit leurs intentions grâce à ses propres espions dans le camp des Hawazin, et marcha sur les Hawazin avec 12 000 hommes, juste deux semaines après la conquête de la Mecque. Il s'était écoulé seulement quatre semaines depuis qu'ils avaient quitté Médine.

## Déroulement
Le commandant bédouin Malik ibn Awf Al-Nasri tendit une embuscade aux musulmans dans des gorges sinueuses de la route vers Al-Taif. Les musulmans, surpris par l'assaut de la cavalerie bédouine, furent mis en déroute. Ils pensaient que la cavalerie bédouine campait à Atwas. Les historiens modernes n'ont pas réussi à reconstruire complètement le cours de la bataille à partir de ce point car les différentes sources musulmanes donnent des informations contradictoires.

## Conséquences
Comme Malik ibn Awf al-Nasri avait emmené avec lui les familles et tous les équipages des Hawazin, les musulmans purent faire de nombreux prisonniers : 6 000 femmes et enfants, et 24 000 chameaux. Certains bédouins s'enfuirent, se séparant en deux groupes. Un groupe rebroussa chemin, ce qui donna lieu à la bataille d'Autas, alors que la plus grande partie des fuyards trouva refuge à Al-Ta'if, où Mahomet les assiégea. Les combattants Hawazin se convertirent tous à l'islam, et en conséquence tous les captifs furent libérés immédiatement.

## Hadith sur la bataille de Hunayn
1. Sahih al-Bukhari : 4:53:370
2. Al Muwatta : 21.21.10.19